# Alois Kothgasser
Alois Kothgasser (* 29. května 1937, Sankt Stefan im Rosental - 22. února 2024 Solnohrad) byl rakouský římskokatolický kněz, arcibiskup salcburský a člen Kongregace Salesiánů Dona Boska.

## Život
Narodil se 29. května 1937 v Sankt Stefan im Rosental. Odmaturoval na salesiánském gymnáziu v Unterwaltersdorfu (Dolní Rakousy) a roku 1955 vstoupil k Salesiánům. Tři roky pracoval jako vychovatel v Unterwaltersdorfu a začal studovat teologii v Turíně-Crocetta.
Dne 9. února 1964 byl biskupem Giuseppem Cognatou, vysvěcen na kněze. Poté pokračoval ve studiu na Papežské salesiánské univerzitě v Římě kde získal doktorát po obhájení disertační práce s názvem „Dogmenentwicklung und die Funktion des Geist-Parakleten nach den Aussagen des Zweiten Vatikanischen Konzils“ (Vývoj dogmatu a funkce Ducha utěšitele podle prohlášení Druhého vatikánského koncilu). V letech 1968/1978 působil jako lektor dogmatiky (zam. Teologická antropologie) a dějin teologie v Římě. Byl asistentem profesora Salesiánské univerzity, ředitelem Institutu salesiánské spirituality a profesorem na Philosophisch-Theologische Hochschule Benediktbeuern.

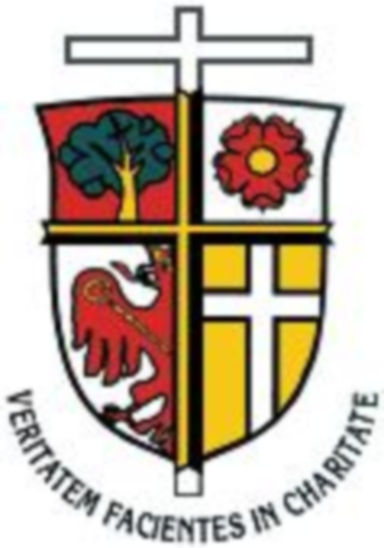
Znak jako biskupa Innsbrucku

Dne 10. října 1997 jej papež Jan Pavel II. jmenoval diecézním biskupem Innsbrucku. Biskupské svěcení přijal 23. listopadu 1997 z rukou biskupa Reinholda Stechera a spolusvětiteli byli biskup Johann Weber a biskup Wilhelm Emil Egger.
Dne 27. listopadu 2002 jej papež ustanovil novým arcibiskupem Salcburku. Uveden do úřadu byl dne 10. ledna 2003. Je 90. biskupem Salcburku, 89. nástupcem Svatého Ruperta a 78. arcibiskup metropolitní provincie Salcburk.
Od roku 2001 je čestným členem K.Ö.St.V. Teutonia-Innsbruck.
Dne 18. dubna 2012 bylo oznámeno že podal svou rezignaci z důvodu dosažení kanonického věku 75 let. Dne 4. listopadu 2013 papež František přijal jeho rezignaci na post metropolitního arcibiskupa a současně jej jmenoval apoštolským administrátorem.
S návrhem salcburské kapituly byl dne 18. listopadu 2013 zvolen jeho nástupcem Franz Lackner, pomocný biskup Diecéze Graz-Seckau.

## Ocenění
- Stříbrný kříž Žilinské diecéze, 9. 2. 2018[1]